# Пам'ятник Володимиру Великому (Батайськ)
Пам'ятник Володимиру Великому  (рос. Памятник Владимиру Великому) — монумент, який був побудований 2015 року в сучасному мікрорайоні «Райдужному» у місті Батайську Ростовської області Росії. Автором пам'ятника став член Імператорського Православного Палестинського Товариства (Ростовське регіональне відділення) — скульптор Сергій Ісаков.

## Історія
Перед початком робіт зі зведення монумента, був створений курган з оглядовим майданчиком. Поруч з місцем, на якому став будуватися пам'ятник князю Володимиру, почалося будівництво Князь-Володимирського храму. Перший камінь будови в урочистій обстановці заклали 13 червня 2015 року. Згідно з місцевими традиціями Батайська, пам'ятник необхідно встановлювати до того, як буде будуватися храм, цієї традиції вирішили слідувати і в цей раз.
Відкриття пам'ятника в місті Батайську відбулося 16 жовтня 2015 року в присутності мера Батайська Валерія Путіліна, жителів міста та духовенства округу. Висвітлив пам'ятник князю Володимиру в Батайську глава Донської митрополії Меркурій.

## Опис
Висота спорудження пам'ятника становить 4 метри, він розташований на постаменті триметрової висоти. По периметру виготовленого постаменту, розташовуються інші скульптури — 5 святих святителя Феодора Володимирського, праведного Іоанна Кронштадтського, рівноапостольної княгині Ольги, преподобного Сергія Радонезького і блаженної Матрони Московської.